# Julià Guillamon

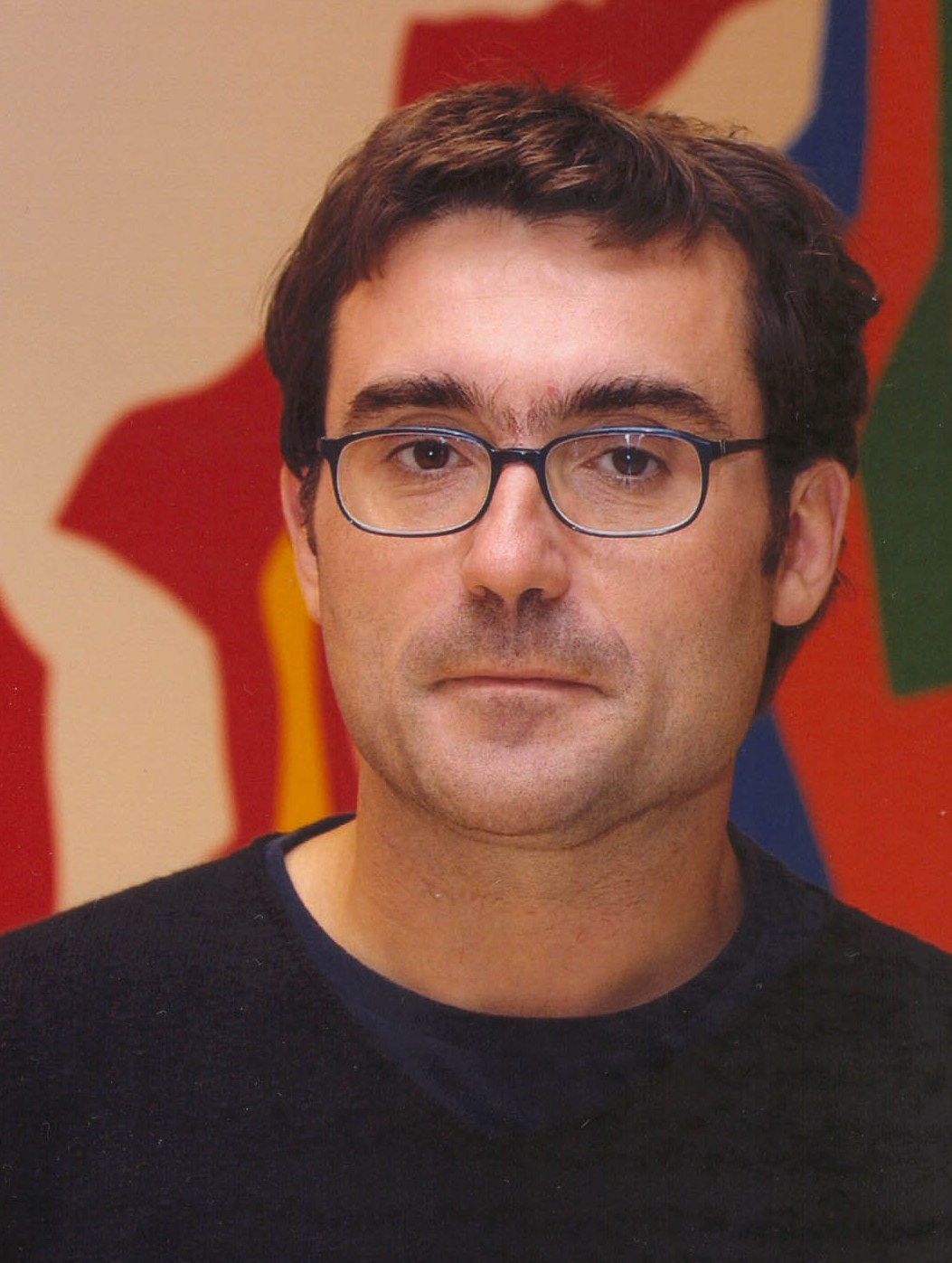
Julià Guillamon

Julià Guillamon i Mota (Barcelona, 1962) is een Catalaanse schrijver en literatuurcriticus.
Guillamon studeerde Catalaanse taal- en letterkunde aan de Universiteit van Barcelona. Sinds 1994 publiceert hij wekelijks zijn kritieken in het dagblad La Vanguardia. Als essayist schreef hij over het beeld van Barcelona in de literatuur van de periode tussen de jaren zeventig en de Olympische Spelen van Barcelona in 1992.
Hij was samensteller van verschillende literaire tentoonstellingen. Een van zijn projecten, Literatures de l'exili (Literaturen in ballingschap), werd tentoongesteld in Barcelona, Buenos Aires, Santiago (Chili) en Santo Domingo (Dominicaanse Republiek). Hij ontving voor zijn werk de volgende prijzen: Serra d'Or-kritiekprijs voor literatuur en essay 2002 en de Octavi Pellissa-prijs 2006.

## Prijzen
- 2002: Serra d'Or-kritiekprijs voor literatuur en essay voor La ciutat interrompuda.
- 2008: Essayprijs van de Stad Barcelona voor El dia revolt: literatura catalana de l'exili
- 2009: Lletra d'or-prijs voor El dia revolt: literatura catalana de l'exili